# Mads Pedersen (Badminton)
Mads Pedersen (* 14. Februar 1990) ist ein dänischer Badmintonspieler. 

## Karriere
Mads Pedersen siegte 2011 bei den Portugal International. Bei den Croatian International 2011 belegte er Rang zwei. Ebenfalls 2011 siegte er bei den Sjællandsmesterskaber. Bei den nationalen Titelkämpfen 2013 wurde er Dritter im Herrendoppel mit Mikkel Delbo Larsen, ein Jahr später Dritter im Mixed mit Joan Christiansen.